# Richebourg, Yvelines
Richebourg là một xã thuộc tỉnh Yvelines, trong vùng Île-de-France, Pháp, có cự ly khoảng 20 km về phía tây nam của Mantes-la-Jolie.
Người dân địa phương trong tiếng Pháp gọi là Richebourgeois.

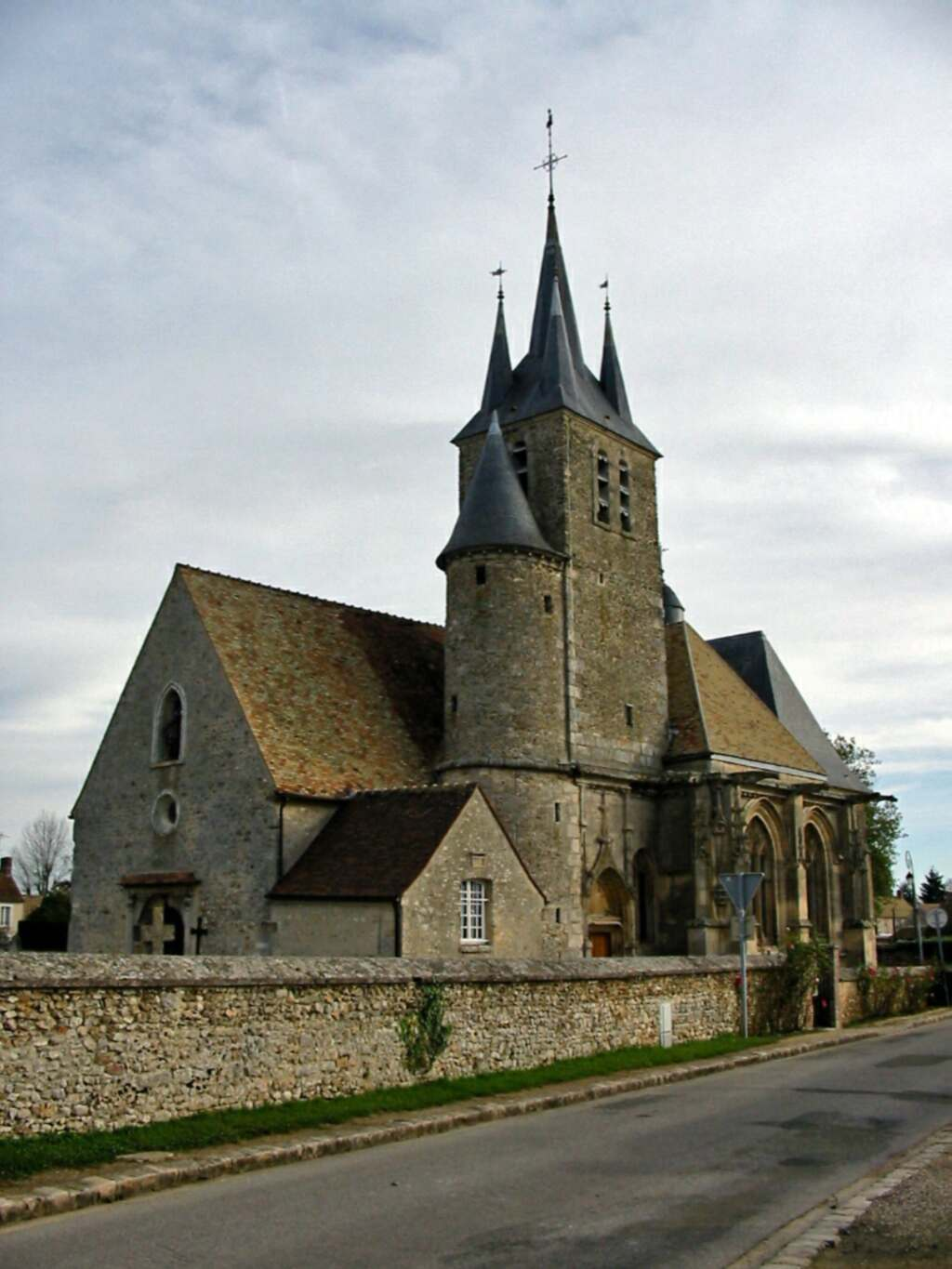
Nhà thờ Saint-Georges

## Địa lý
Richebourg là một xã nông nghiệp nẳm ở cao nguyên Mantois, ở khu vực có độ cao 140 m.
Các xã giáp ranh là: Civry-la-Forêt, Orvilliers và Prunay-le-Temple về phía bắc, de Gressey và Houdan về phía tây, de Tacoignières và Bazainville về phía đông et de Maulette về phía nam.